# Samuel Noah Kramer
Pour les articles homonymes, voir Kramer.
Samuel Noah Kramer, né à Jachkov dans l'Empire russe (actuellement en Ukraine), le 28 septembre 1897, et mort à Philadelphie aux États-Unis le 26 novembre 1990, est un assyriologue américain, spécialiste de Sumer et de la langue sumérienne.

## Biographie
En 1905, sa famille émigre à Philadelphie, où son père crée une école hébraïque. À la fin de ses études, il exerce divers métiers et enseigne à l’école de son père. Il reprend ensuite ses études et se passionne pour l’égyptologie. À l’université de Pennsylvanie, il fait la connaissance d'Ephraim Avigdor Speiser, qui déchiffre des tablettes rédigées en écriture cunéiforme datant de l’âge du bronze. Il obtient son doctorat en 1929.
Dans les années 1930, Samuel Noah Kramer participe aux fouilles archéologiques au sud de l'Iraq où sont déblayés les sites de Ur, Kish et Uruk. Puis il contribue à l'écriture du dictionnaire assyrien de l'université de Chicago à Istanbul. Il retourne en Pennsylvanie en 1942.
Samuel Noah Kramer réussit à rassembler des fragments de tablettes racontant une même histoire, dispersées dans différentes institutions au cours de fouilles. Son livre L’histoire commence à Sumer le fait connaître d’un plus large public. S'appuyant sur le travail des linguistes et la traduction des inscriptions cunéiformes, il présente la civilisation sumérienne, née en Mésopotamie au IIIe millénaire av. J.C. Les Sumériens auraient inventé l'écriture, l'école, fondé les premières cités-États, édicté les premiers codes de loi, donné une expression littéraire aux mythes qui annoncent l'Ancien Testament.
Kramer prend sa retraite en 1968, mais continue à traduire, à étudier et à faire connaître la civilisation sumérienne.
Samuel Noah Kramer décède le 26 novembre 1990 des suites d'un cancer de la gorge.

## Autres fonctions
- Membre de la Société orientale américaine
- Membre de l'Institut archéologique américain
- Membre de la Society of Biblical Literature
- Membre de la Société américaine de philosophie
- Associé étranger de l'Académie des inscriptions et belles-lettres en 1970

## Prix et récompenses
- John Frederick Lewis Prize délivré par la Société américaine de philosophie[1]

## Ouvrages
- L’histoire commence à Sumer (trad. de l'anglais), Paris, Flammarion, coll. « Champs Histoire », 1956, 316 p. (ISBN 978-2-08-122386-8)
- Lorsque les dieux faisaient l'homme, avec Jean Bottéro
- L'érotisme sacré à Sumer et à Babylone
- In the World of Sumer: An Autobiography, Wayne State University Press  (ISBN 0-8143-1785-5)